# TFF 1. Lig (1990/1991)
Sezon 1990/1991 był 33. sezonem o mistrzostwo Turcji. Drużyna Beşiktaş JK obroniła tytuł mistrzowski, zdobywając sześćdziesiąt dziewięć punktów w trzydziestu meczach. Po sezonie spadły zespoły Zeytinburnuspor, Karşıyaka i Adanaspor.

## Drużyny
Po sezonie 1989/1990 z ligi spadły zespoły Malatyaspor, Altay SK, Samsunspor, Adana Demirspor i Sakaryaspor, z trzech grup 2. Lig awansowały natomiast drużyny Bakırköyspor, Aydınspor i Gaziantepspor.
| Uczestnicy poprzedniej edycji                                                                                 | Uczestnicy poprzedniej edycji | Uczestnicy poprzedniej edycji | Uczestnicy poprzedniej edycji |
| --- | ----------------------------- | ----------------------------- | ----------------------------- |
| BES | Beşiktaş JK                   | 1                             |                               |
| FEN | Fenerbahçe SK                 | 2                             |                               |
| TRA | Trabzonspor                   | 3                             |                               |
| GAL | Galatasaray SK                | 4                             |                               |
| SAR | Sarıyer                       | 5                             |                               |
| BUR | Bursaspor                     | 6                             |                               |
| KON | Konyaspor                     | 7                             |                               |
| KAR | Karşıyaka                     | 8                             |                               |
| MKE | MKE Ankaragücü                | 9                             |                               |
| ZEY | Zeytinburnuspor               | 10                            |                               |
| GEN | Gençlerbirliği SK             | 11                            |                               |
| AND | Adanaspor                     | 12                            |                               |
| BOL | Boluspor                      | 13                            |                               |
| Awans z TFF 2. Lig                                                                                            |                               |                               |                               |
| BAK | Bakırköyspor                  |                               |                               |
| AYD | Aydınspor                     |                               |                               |
| GAZ | Gaziantepspor                 |                               |                               |
| Oznaczenia: - kolumna pierwsza – skróty nazw drużyn, - kolumna trzecia – miejsce zajęte w poprzednim sezonie. |                               |                               |                               |

## Tabela
| Lp. | Drużyna             | M  | Z  | R  | P  | Bramki | Bramki | Różn. | Pkt | Uwagi                                |
| --- | ------------------- | -- | -- | -- | -- | ------ | ------ | ----- | --- | ------------------------------------ |
| 1   | Beşiktaş JK         | 30 | 20 | 9  | 1  | 63     | 24     | +39   | 69  | Puchar Europy • I runda              |
| 2   | Galatasaray SK      | 30 | 19 | 7  | 4  | 63     | 31     | +32   | 64  | Puchar Zdobywców Pucharów • I runda1 |
| 3   | Trabzonspor         | 30 | 14 | 9  | 7  | 55     | 37     | +18   | 51  | Puchar UEFA • I runda                |
| 4   | Sarıyer             | 30 | 11 | 12 | 7  | 39     | 34     | +5    | 45  | Puchar Bałkanów • 1/4                |
| 5   | Fenerbahçe SK       | 30 | 12 | 8  | 10 | 53     | 53     | 0     | 44  |                                      |
| 6   | Bakırköyspor        | 30 | 12 | 7  | 11 | 53     | 41     | +12   | 43  |                                      |
| 7   | MKE Ankaragücü      | 30 | 11 | 8  | 11 | 46     | 43     | +3    | 41  |                                      |
| 8   | Bursaspor           | 30 | 11 | 5  | 14 | 31     | 36     | −5    | 38  |                                      |
| 9   | Boluspor            | 30 | 8  | 13 | 9  | 35     | 37     | −2    | 37  |                                      |
| 10  | Gençlerbirliği SK   | 30 | 9  | 9  | 12 | 36     | 47     | −11   | 36  |                                      |
| 11  | Aydınspor           | 30 | 7  | 13 | 10 | 44     | 51     | −7    | 34  |                                      |
| 12  | Konyaspor           | 30 | 10 | 4  | 16 | 33     | 45     | −12   | 34  |                                      |
| 13  | Gaziantepspor       | 30 | 9  | 6  | 15 | 29     | 45     | −16   | 33  |                                      |
| 14  | Zeytinburnuspor (S) | 30 | 6  | 11 | 13 | 26     | 40     | −14   | 29  | Spadek do TFF 2. Lig                 |
| 15  | Karşıyaka (S)       | 30 | 6  | 8  | 16 | 32     | 50     | −18   | 26  | Spadek do TFF 2. Lig                 |
| 16  | Adanaspor (S)       | 30 | 5  | 11 | 14 | 34     | 58     | −24   | 26  | Spadek do TFF 2. Lig                 |